# Galearia fulva
Galearia fulva là một loài thực vật có hoa trong họ Pandaceae. Loài này được (Tul.) Miq. mô tả khoa học đầu tiên năm 1859.